# Mahavishnu Orchestra
A Mahavishnu Orchestra  az  1970-es években működött fúziós jazz együttes, mely 1971-től 1976-ig létezett, de a zenekar gitárosa és vezetője, John McLaughlin 1984 és 1987 között újjáalakította a formációt. A Mahavishnu Orchestra volt talán az első olyan zenekar, mely sikeresen ötvözte a jazzt és a rockzenét. Zenéjük többféle elemből épült fel, mely a rockból a dinamikát és a hangerőt, a jazzből az improvizációt, míg az indiai zenékből a keleties hangzást egyesítette, de hangzásuk szerves részét képezte a hegedű is, eleinte Jerry Goodman, majd Jean-Luc Ponty révén.
Az 1970-es években készült élő hangzású, dinamikus lemezeiket a kritikusok a fúziós jazz meghatározó fontosságú albumai közé sorolják, míg egyes hozzáértők szerint a Mahavishnu Orchestra volt a jazz-rock talán legerősebb csapata.

## Pályafutása

### A kezdetek
Az együttest John McLaughlin hozta létre 1971-ben. McLaughlin ekkoriban már ismert gitárosnak számított, hiszen az  1960-as évek második felétől számtalan blues muzsikussal dolgozott együtt, valamint olyan dzsessz óriások mellett bukkant fel, mint Charles Mingus, Art Blakey, Miles Davis vagy John Coltrane. Szerepelt a Graham Bond Organization formációban is, melyben Jack Bruce és Ginger Baker, későbbi Cream tagok is megfordultak. McLaughlin 1971-ben már nemcsak számos vendégszereplést tudhatott a háta mögött, hanem négy szólólemezt is, ezért úgy érezte, hogy eljött az idő egy állandó zenekar létrehozásához.
1970-ben ismerkedett meg Sri Chinmoy indiai guruval, és rajta keresztül a hinduizmussal és a keleti misztikával. Ezt követően vegetáriánus lett, puritán életmódot folytatott, és a meditáción kívül kizárólag a zenének és a gitárjátéka tökéletesítésének szentelte életét. Chinmoy elnevezte Mahavishnunak. McLaughlin ezt a nevet felhasználta újonnan alakult formációjának az elnevezéséhez, mely Mahavishnu Orchestra néven vált ismertté.
Az együttes első felállását "Mahavishnu", azaz John McLaughlin (elektromos és akusztikus gitár), Billy Cobham (dob), Rick Laird (basszusgitár) , Jan Hammer (zongora, szintetizátor), valamint Jerry Goodman (hegedű) alkotta. Egy nemzetközi zenekar jött össze, hiszen McLaughlin brit, Cobham panamai, Hammer prágai, Goodman chicagoi, Laird pedig dublini származású. McLaughlin eredetileg Jean-Luc Ponty hegedűssel szeretett volna dolgozni, de erre Ponty vízum problémái miatt 1974-ig kellett várnia.

### Az eredeti felállás (1971-1973)
A formáció első albuma 1971 augusztusában jelent meg, The Inner Mounting Flame címmel. A lemezt amerikában a Columbia Records, Angliában a CBS Records jelentette meg. A rock és a dzsessz ötvözésében úttörőnek számító album remek kritikákban részesült, de a közönségsiker sem maradt el. A Billboard jazz albumainak listáján a 11. helyig, míg a pop albumok listáján a 89. helyig kúszott fel.
A folytatás 1973-ban érkezett meg a Birds of Fire képében, melyet a kritika ismét dicsőítő szavakkal illetett. A Ken Scott hangmérnöki munkájával készült korong a Billboard pop albumainak listáján a 15. helyig jutott, melyre Miles Beyond címmel egy Miles Davis szerzemény is felkerült.
1973-ban néhány koncert erejéig az Aerosmith volt az előzenekaruk, majd egy 3 dalból álló koncertlemez jelent meg Between Nothingness and Eternity címmel, melynek megjelenésekor már az egyik legsikeresebb fúziós jazz együttesnek számítottak, habár McLaughlin egyre bonyolultabbá, elvontabbá, misztikusabbá váló zenei gondolatait egyre kevesebben tudták követni, befogadni.
A hírnév, a kimerültség és a kommunikáció hiánya feszültséget eredményezett a zenekari tagok között. A zenekaron belül olyannyira megromlott a tagok viszonya, hogy a következő album felvételei alatt néhány zenész egyáltalán nem is szólt egymáshoz. McLaughlin számára akkor telt be a pohár, mikor Hammer és Goodman egy a Crawdaddy! magazin számára adott interjúban negatív szavakkal nyilatkoztak a gitárosról.
1973-ban szétesett a zenekar, így a készülő album sem jelenhetett meg. A The Lost Trident Sessions címre keresztelt anyag csak 1999-ben került kiadásra a Sony Music Entertainment révén.

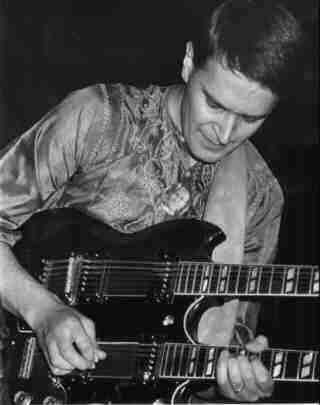
Mahavishnu, azaz John McLaughlin egy 1973-as Mahavishnu Orchestra koncerten

### Második felállás (1974-1976) és újjáalakulás (1984-1987)
Az első felállás felbomlása után McLaughlin új zenészekkel egyesült. A hegedűs az a Jean-Luc Ponty lett, aki korábban Frank Zappa oldalán bukkant fel, míg a basszusgitárt Ralphe Armstrong, a billentyűs hangszereket Gayle Moran kezelte. Emellett a zenekar tagja volt Narada Michael Walden ütőhangszeres, Steven Kindler és Carol Shive hegedűsök, Marcia Westbrook brácsás, Phil Hirschi csellós, valamint Steve Frankevich és Bob Knapp, akik egy sárgaréz fúvós hangszeren játszottak. Ez az új felállású Mahavishnu Orchestra (melyet McLaughlin a "valódi" Mahavishnu Orchestra-nak nevezett) az 1974-es Apocalypse albummal debütált. A korong szimfonikusabb hangzást kapott a Londoni Szimfonikus Zenekar révén. A lemez ismét felkerült a Billboard pop és jazz albumainak listájára, melynek produceri munkálatait George Martin látta el. A következő Visions of the Emerald Beyond című album 1975-ben jelent meg, melyen elődjéhez hasonlóan számottevő a fúvós hangszerek jelenléte. Bár a kritikusok lelkesedése enyhülni látszott, azért a Visions of the Emerald Beyond is felkerült a Billboard listára.
A következő albumon (Inner Worlds-1976) már nem szerepelt Jean-Luc Ponty, a billentyűs hangszereket pedig Stu Goldberg kezelte. A megjelenést követően McLaughlin feloszlatta az együttest, majd Shakti nevű formációjával az indiai zene irányába fordult. Az 1970-es évek második felében több Shakti album megjelent, de McLaughlin közben szólólemezekkel is jelentkezett. Emellett Al Di Meola és Paco de Lucía gitárosokkal is dolgozott együtt.
1984-ben döntött úgy, hogy feltámasztja a Mahavishnu Orchestrát, így még abban az évben megjelent a Mahavishnu című album. A korongon ismét Billy Cobham dobolt, míg a billentyűs hangszereket Mitchel Forman kezelte. A szaxofonon és fuvolán játszó Bill Evans mellett még a világzenei és fúziós stílusokban kalandozó basszusgitárvirtuóz Jonas Hellborg vett részt a lemez munkálataiban. A korong azonban az 1980-as évek megváltozott zenei közegében nem keltett nagyobb feltűnést, így a következő Adventures in Radioland című album után McLaughlin ismét feloszlatta az együttest. Az Adventures in Radioland anyagon már Danny Gottlieb dobolt, Mitchel Forman billentyűzött, de akusztikus gitáron Abraham Wechter is részt vett a stúdiómunkálatokban. Ezen albumok hangzása gyökeresen eltért az 1970-es években készült lemezeik világától, amiben nagy szerepet játszott a McLaughlin által használt Synclavier nevű szintetizátor rendszer.

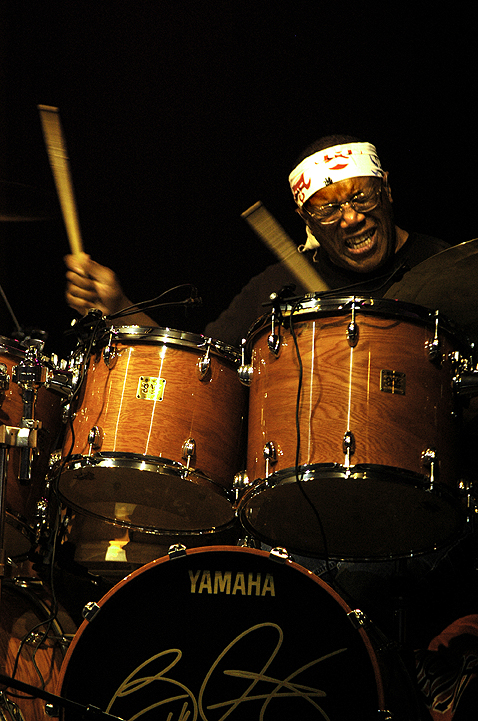
Billy Cobham, a Mahavishnu Orchestra egykori dobosa

### A Mahavishnu Orchestra után
- John McLaughlin: továbbra is rengeteg zenésszel játszott együtt, de létrehozta többek között a John McLaughlin Guitar Trio és a Remember Shakti formációkat is.

- Billy Cobham: saját neve alatt is adott ki albumokat, de több éven át turnézott a Billy Cobham & George Duke Band névre keresztelt formációval.
- Jan Hammer: Jeff Beck oldalán bukkant fel, de zenét írt a Miami Vice c. tévésorozathoz is.
- Jerry Goodman: három szólóalbumot adott ki, majd csatlakozott a Shadowfax nevű new age/szintetizátor formációhoz, majd a Dixie Dregs tagja lett.
- Rick Laird: Stan Getz és Chick Corea mellett bukkant fel, de egy szólólemezt is kiadott, mígnem 1982-ben maga mögött elhagyta a zeneipart. Azóta fotógráfusként dolgozik, de basszusgitár oktatással is foglalkozik.
- Jonas Hellborg: már a Mahavishnu Orchestra előtt is jelentek meg szólólemezei, melyeket az 1990-es években is készített, emellett rengeteg előadóval dolgozott együtt, köztük olyan nevekkek, mint például Trilok Gurtu, Ginger Baker, Jens Johansson vagy Shawn Lane.

### Zenei stílus
A Mahavishnu Orchestra a fúziós jazz egyik legismertebb és legnagyobb hatású képviselője, melynek zenei irányvonalát nagyban meghatározta John McLaughlin gitáros és fő dalszerző jelenléte, aki ez idő tájt rendszerint egy duplanyakú Gibson EDS-1275 gitárt használt. Az együttes hangzását nagymértékben felismerhetővé és egyedivé tette Jerry Goodman és Jean-Luc Ponty jelenléte is, akik elektromos hegedűjátékukkal színesítették a hangzást. A ritmusszekció játékát a komplex ritmusok és szokatlan tempóváltások jellemezték, melyeket a McLaughlin-tól eredeztethető közel-keleti és indiai zenei hatások tettek színesebbé. Emellett zenéjükben erősen jelen van a funk és az európai komolyzene hatása is. Korai munkáikon instrumentális zene hallható, de későbbi albumaikon Rhythm and blues és gospel hatásokat mutató vokál is hallható, emellett az 1970-es évek második felében készült lemezeken nagy hangsúlyt kaptak a vonós hangszerek is.
A tagok hangszeres tudásuk révén nagy hatást gyakoroltak a későbbi zenészgenerációkra. Jan Hammer egyike volt az első billentyűsöknek, akik Moog-szintetizátoron játszottak, McLaughlin pedig nemcsak jazz, de rock és metal gitárosokra is felbecsülhetetlen hatást gyakorolt, de Bily Cobham dobkurzusai is rendre telt házakat vonzottak.
A Mahavishnu Orchestra zenéje számos együttesre és zenészre volt inspiráló hatással, köztük olyanokra, mint a The Mars Volta, a Cynic, vagy a The Dillinger Escape Plan.
A Walter Kolosky által írt, Power, Passion and Beauty: The Story of the Legendary Mahavishnu Orchestra című könyv oldalain  Jeff Beck, Pat Metheny, Peter Max és Bill Bruford is dicsérő szavakkal nyilatkozik a formációról, míg a Massive Attack az Unfinished Sympathy lemezén rótta le tiszteletét a zenekar előtt.
2006-ban az ausztriai Radio String Quartet nevű fúvósegyüttes egy Celebrating the Mahavishnu Orchestra című lemezt adott ki, melyen a Mahavishnu Orchestra dalok szerepeltek hegedűre és csellóra hangszerelve.

## Diszkográfia
- The Inner Mounting Flame – 1971
- Birds of Fire – 1973
- The Lost Trident Sessions – 1973
- Between Nothingness and Eternity – 1973 (koncertlemez)
- Apocalypse – 1974
- Visions of the Emerald Beyond – 1975
- Inner Worlds – 1976
- The Best of Mahavishnu Orchestra – 1980 (válogatáslemez)
- Mahavishnu – 1984
- Adventures in Radioland – 1986
- The Collection – 1994 (válogatáslemez)